# 岩井戦争
岩井戦争（いわいせんそう）は、戊辰戦争の戦闘の一つ。慶応4年4月20日（1868年5月12日）、下総国関宿藩領岩井宿（現・茨城県坂東市）周辺において旗本を主体とした旧幕府の連合軍と薩摩を中心とした新政府軍との間で戦闘が行われた。短時間のうちに新政府軍の圧勝で終わるが、この戦闘の間に関宿藩から佐幕派藩士たちの大量脱走が起こり、関宿城は新政府軍と勤王派主導によって無血開城となった。

## 経緯
江戸開城の慶応4年4月11日（1868年5月3日）、新政府への恭順を受け入れられない大鳥圭介は、向島に控えていた伝習隊約500名を率いて江戸を脱走、翌4月12日には下総国鴻ノ台（現・市川市国府台）に達し、ここで先行して江戸を脱していたその他の佐幕派諸隊や会津藩兵、桑名藩兵らと合流した。
軍議の結果、大鳥を総督とし、軍を三隊に編成して、日光へ移動滞陣し、推移を見定めることになった。
部隊は松戸まで進むとここで、ルートを分け、先鋒隊（隊長を会津の秋月登之助、参謀に新選組の土方歳三とし、会津藩兵・新選組残党ほか、伝習隊第一大隊、桑名藩隊や回天隊右半隊などを含む約1000名）は布施から利根川を渡り、戸頭、水海道、宗道、下妻、下館、蓼沼と、小貝川・鬼怒川沿いを北上し、宇都宮を目指した。
大鳥率いる中軍（伝習隊第二大隊ほか600名）と後軍（歩兵七連隊、土工兵など600名）は船形から利根川を渡って、莚打から岩井、逆井、諸川と進軍した。そして、江戸川に沿って北上していた佐幕派諸隊（郡上藩の凌霜隊45名、ほか草風隊約200名、貫義隊など）と合流すると、4月16日～17日にかけて、結城・宇都宮を発した新政府軍と小山周辺で数度交戦した（小山の戦い）。大鳥隊らはこれを突破して、4月19日には鹿沼へ進むと、先鋒隊とともに宇都宮城に責めかかりこれを奪った（宇都宮城の戦い）。こうした旧幕府軍の移動に際しては、周辺の村々の寺院や民家を宿として提供したり、炊出しや人馬の供出を強要されるなどの混乱が生じた。夜中に金策のため強盗まがいの行為に及ぶものもあった。
一方、彼らと行動を共にせず、国府台にとどまっていた、旗本や陪臣を中心とした純義隊（隊長は渡辺綱之助、50名ほど）、誠忠隊（隊長・山中孝司、隊員50～80名）、回天隊左半隊（もともと隊員150～200名。国府台脱走後に分裂し右隊（相馬左金吾）は大鳥隊に従ったが、左隊（藤沼幸之丞）は別行動）ほか、貫義隊の一部やその他小団体・個人など総計約1500名は、4月16日（5月8日）になって、移動を開始した。
松戸から戸頭までは先鋒隊と同じルートをたどったが、そこから鬼怒川を渡って4月19日（5月11日）岩井宿藤田山高聲寺に本陣を敷いた。翌日関宿城へ攻め込み、城内の佐幕派と呼応して勤王派を打倒する計画であったといわれる。
このかん、関宿藩に対しては、旧幕府軍から、城下通行のために人足手配をするよう、継立が届いていた。藩主久世広文は上京準備の為深川の江戸藩邸におり、不在中であった。関宿城では重臣会議で、佐幕派・勤王派に分かれての激論の末、旧幕府軍への非協力を決めていた。そこで、留守居役・丹羽慎蔵と監察・山崎弥五右衛門が岩井に赴き、城下通行の不利を伝え、別ルートを選択するよう要請するが、拘束されてしまう。
小山の戦いの報せをうけた新政府軍（東山道総督府）は、薩摩藩の伊地知正治を指揮官として、薩摩・長州・大垣藩からなる300名の増援軍を4月18日に板橋宿から発していた。19日には越谷から幸手に到達していたが、岩井の旧幕府軍情報を得ると、急遽薩摩兵200を率いて、その夜のうちに関宿城下の江戸町に入った。さっそく勤王派の元家老杉山対軒が会見、伊地知は城下及び川沿いの警護を関宿藩士に指示し、払暁には利根川対岸境河岸へ渡り、友軍到着を待った。

## 戦闘
長州・大垣両藩隊が伊地知の薩摩隊と合流すると、大垣の砲兵隊を先頭に境町を発し、薩摩隊、長州隊が続き進軍を開始した。
部隊は寺久から三村・浄国寺裏道を経て、上出島から南下、鵠戸村に達し、岩井宿との境の水田端中央に大垣藩の大砲1門と薩摩隊の大砲2門を据え布陣した。このとき、周囲は濃霧に覆われ、10ｍ先も見えないほどであったという。
伊地知隊の動きを察知した岩井の旧幕府軍は、拘束していた山崎弥五右衛門と部下の島田某を斬殺する。丹羽は囲みを脱したが、関宿城ではなく、江戸藩邸へ直接向かった。旧幕府軍は、鵠戸を挟む沼地の高台（上の寮）に大砲を据え、各所に銃隊を配置し、
両軍、水田地帯を挟んで対峙した。
午前10時ごろ、大垣藩隊の大砲によって戦端が切られた。薩摩隊は野津七左衛門、長州隊は楢崎頼三が率いてそれぞれ左右より展開して旧幕府軍を包囲するように砲撃を続けたが、旧幕府軍も応戦、「一本松」下に陣を敷いていた長州藩士・田中甚吉が直撃を受けて戦死する。

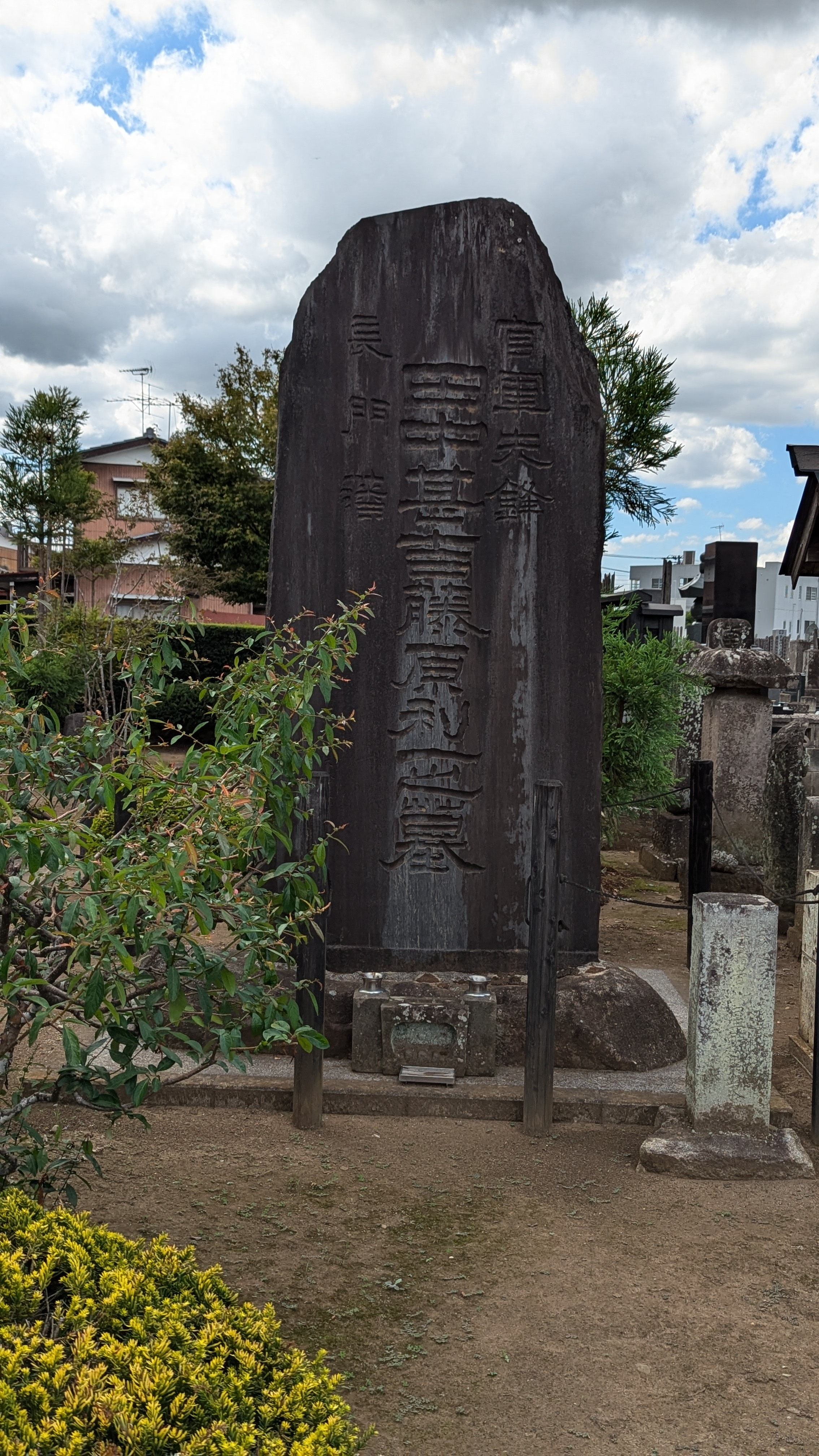
藤田山高聲寺にある長州藩士田中甚吉の墓

しばらくは、砲撃・銃撃戦が、繰り広げられたが、火器力の差から新政府軍の有利に推移し、旧幕府軍は陣地を破壊され、砲弾も尽き、旧幕府軍からの砲撃は沈黙する。薩摩隊の陣頭指揮をとっていた野津はころあいをみはからって左翼に突撃し、ここが崩れると、後方部隊も事情をのみこめないまま総崩れとなつた。
市街地では、町家に銃弾が撃ち込まれ、白兵戦も展開し、人馬の死傷者が斃れた。
正午ごろには勝敗は決し、旧幕府軍の兵は各自逃走を開始し、中には途中で力尽き、人家の庭先で自刃する者もあった。

## 結果
岩井の敗残兵は、その逃走中に、またもや付近住民に金品を強要したり、食料を強奪したりと難儀をかけた（当地の妙音寺祐興上人が残した「神田山南嶺日記」によると、農民・儀兵衛宅では30名ほどの歩兵体の敗残侍が現れ、倉を破られたという）。
回天隊右半隊は、隊長の藤沼幸之丞が戦死。部隊は下妻方面への脱出に成功すると、後日、大鳥隊と合流し、東北を転戦することになる。
一方、純義隊、誠忠隊、忠義隊ら総計700名は南へ逃れ、4月22日には流山へ達した。300名程は流山にとどまり、地元の醸造家から軍用金を取り立てるなどしていたが、他はさらに松戸まで移動する。そのうち375名はその場で遭遇した新政府軍に降伏した。残りは隅田川を千住方面へ逃れるが千住大橋に新政府軍が砲列を敷いている状況に誠忠隊・中山港司ら200名ほどが降伏した。
4月29日（5月21日）には流山にとどまっていた残党軍も勧告を受入れて降伏、田安家預かりとなっている。
岩井の戦闘による死傷者数は史料によって諸説あり、確定をみない。関宿藩家老木村正右衛門の「戊辰後経歴」によれば新政府軍の死傷者45名（内　死者20名）、旧幕軍の死傷者130名（内　死者72名）と記すが、大山柏『戊辰戦役史』では新政府軍の死傷者8名（内　死者3名）、旧幕軍の死者130名と記されている。新政府軍の戦死者が手厚く葬られたのに対し、旧幕軍側の遺骸は捨て置かれ、周辺村人の手によって、水田の斜面に埋葬されたという。
周辺の村々では戦場に残された遺物（銃器、剣、槍、脇差、十手、ほら貝など）を着服する農民もおり、農兵隊が取締りを行った。
この戦闘のどさくさに紛れて、関宿城からは佐幕派約130名が脱走し、深川の藩邸に集まり、後日、彰義隊の戦いに参加することになる（久世騒動）。